# Patativa (cantora)
Maria do Socorro Silva mais conhecida como Patativa (Pedreiras, 05 de outubro de 1937 – São Luís, 06 de maio de 2025) foi uma cantora e compositora maranhense, reconhecida pelas suas contribuições à cultura popular do Maranhão e conhecida pelo samba de raiz e letras irreverentes.

## Biografia
Ainda na infância, Maria do Socorro mudou-se para São Luís, onde teve seus primeiros contatos com a música, demonstrando talento e paixão pelo ritmo do samba de raiz.
Maria do Socorro ganhou o apelido Patativa quando morava no bairro cultural da Madre Deus. Em uma noite, ela estava em um bar com seu amigo Justo Santeiro e os dois acabaram se desentendendo e ela o chamou de amigo da onça. Ele então respondeu: “e você que parece uma patativa (pássaro), de tanto que fica cantarolando a toda hora”. A partir de então, todos passaram a reconhecer apenas por esse apelido.
Ao longo trajetória, a cantora marcou presença em festas juninas, festivais e shows regionais, tendo participado da Turma do Quinto e do Fuzileiros da Fuzarca.
Em 2004, Patativa participou do filme 'Quilombos maranhenses', do jornalista e cineasta Cláudio Farias.
Em 2015, lançou o seu primeiro disco aos 77 anos, intitulado 'Ninguém é melhor do que eu', com produção de Zeca Baleiro e conta com participação de Zeca Pagodinho e Simone.
Em 2016, o documentário Patativa – Xiri Meu Eu Não Dou, dirigido por Tairo Lisboa, foi um dos filmes vencedores do Júri Popular da Mostra Itinerante de Culturas Populares, realizada na cidade de Itabuna, na Bahia.
Quatro anos após o lançamento do seu primeiro CD, a cantora então lançou seu segundo disco aos 81 anos de idade, também com produção de Zeca Baleiro e Luís Júnior Maranhão, intitulado “Sou de Pouca Fala”.
O Maranhão saiu vencedor na edição 2016 da, nos últimos dias 12 a 15 de maio. 
Em novembro de 2019, foi laçado o clip musical, com roteiro de Marcos Faria e Zeca Baleiro, retratando as ruas e as rodas de samba de São Luís, entre outras referências de Patativa. A faixa do segundo disco escolhida para o clipe foi “Sou de Pouca Fala“.
No mesmo mês, Patativa foi uma das primeiras artistas homenageadas na Festa da Música no Maranhão (FMM), recebendo o Prêmio Papete.
A cantora morreu em 06 de maio de 2025 e a causa da morte não foi revelada. Patativa vivia há alguns anos com problemas decorrentes da doença de Parkinson.